# Undress (Oscar and the Wolf)
Undress is een nummer van de Belgische band Oscar and the Wolf uit 2014. Het is de derde single van hun debuutalbum Entity.
"Undress" is een elektronisch dreampopnummer met een donker geluid. Volgens frontman Max Colombie gaat de plaat over "het emotioneel uitkleden van iemand". Het nummer werd een kleine hit in Vlaanderen, waar het de 2e positie bereikte in de Tipparade.

## Tracklijst
Muziekdownload
1. "Undress" - 4:06